# Бейсден, Кендалл
Кендалл Бейсден (англ. Kendall Baisden; род. 5 марта 1995, Анн-Арбор, Мичиган) — американская легкоатлетка, специалистка по бегу на короткие дистанции. Выступает на профессиональном уровне с 2008 года, двукратная чемпионка Панамериканских игр, трёхкратная чемпионка мира среди юниорок, призёрка студенческих и национальных первенств по лёгкой атлетике.

## Биография
Кендалл Бейсден родилась 5 марта 1995 года в Анн-Арборе, штат Мичиган.
В молодости под впечатлением от выступлений Серены Уильямс мечтала о карьере теннисистки. Во время одной из тренировок по теннису тренеры подметили её взрывную скорость и посоветовали попробовать себя в спринтерских дисциплинах лёгкой атлетики. Вскоре Кендалл стала показывать достаточно высокие результаты, становилась чемпионкой штата на дистанциях 100, 200 и 400 метров, быстро вышла на национальный уровень.
Впервые заявила о себе на международном уровне в сезоне 2011 года, когда вошла в состав американской сборной и выступила на юношеском мировом первенстве в Лилле, где заняла шестое место в беге на 400 метров и стала серебряной призёркой в смешанной эстафете 100 + 200 + 300 + 400 метров.
В 2012 году на юниорском мировом первенстве в Барселоне завоевала золотую награду в программе эстафеты 4 × 400 метров.
В 2013 году на юниорском панамериканском первенстве в Медельине получила серебро в индивидуальном беге на 400 метров и победила в эстафете 4 × 400 метров.
В 2014 году на домашнем чемпионате мира среди юниоров в Юджине взяла золото в дисциплине 400 метров и в эстафете 4 × 400 метров. Одновременно с этим достаточно успешно выступала за легкоатлетическую команду Техасского университета в Остине, регулярно принимала участие в различных студенческих соревнованиях, в частности становилась призёркой первого дивизиона чемпионата Национальной ассоциации студенческого спорта (NCAA).
Благодаря череде удачных выступлений в 2015 году удостоилась права защищать честь страны на Панамериканских играх в Торонто, где вновь заняла первое место в обеих дисциплинах: беге на 400 метров и эстафете 4 × 400 метров.